# Sapudi
Sapudi est une île située à l'est de l'île de Madura en Indonésie.
Administrativement, elle constitue un district du kabupaten de Sumenep dans la province de Java oriental. 
Parmi les îles à l'est de Madura, Sapudi est la 2e en superficie, et la plus peuplée.